# Пол Шерінг
Пол Т. Шерінг (народився 1968) — американський автор сценарію та режисер фільмів і серіалів. В його доробку фільм Одинак 2003 року та, напевно, найвідоміша телевізійна драма Втеча з в'язниці, в якій він брав участь як автор, продюсер і сценарист.
Шерінг народився в Аурора, штат Іллінойс, США. Перед тим, як досягнути успіху, він вчився в Лос-Анжелеській школі театру, кіно і телебачення та працював кур'єром, укладальником кабелів та простим робочим на заводі.
Після роботи над фільмами 36K та Одинак Пол пробує себе в ролі сценариста телесеріалів. Взявши за основу ідею колеги, він розробляє сценарій до мінісеріалу Втеча з в'язниці і йде з ним до телекомпанії Fox. Проте сценарій повертають назад за своєрідний і нетрадиційний сюжет серіалу. Проте після успішного старту проекту Загублені, Fox знову звертаються до сценарію Втечі з в'язниці і погоджуються знімати серіал. Перший епізод виходить на екрани лише через 20 місяців після написання сюжету. 2006 року Втеча з в'язниці отримує премію Вибір глядачів в номінації Найкраща нова телевізійна драма та номінується на Золотий глобус в номінації Найкращий драматичний телесеріал. Телекомпанією Fox було знято 4 сезони цього телевізійного шоу.
Пол Шерінг також брав участь як співавтор сценарію в проекті Mexicali, який вийде на екрани в 2010 році.

## Фільмографія
| Рік       | Фільм українською мовою | Фільм мовою оригіналу | Нотатки |
| --------- | ----------------------- | --------------------- | --- |
| 2000      | 36K                     | 36K                   | автор сценарію |
| 2003      | Одинак                  | A Man Apart           | автор сценарію |
| 2005      |                         | Briar & Graves        | автор ідеї та сценарист (серіал не вийшов на екрани) |
| 2005—2009 | Втеча з в'язниці        | Prison Break          | автор ідеї, керівник групи авторів сценарію та сценарист епізодів 1x01, 1x02, 1x09, 1x13, 1x19 (story), 1x22, 2x01, 2x17 (у співпраці з Карін Ушер), 2x22, 3x01 |
| 2010      |                         | Mexicali              | автор сценарію |

## Зовнішні посилання
- Paul T. Scheuring на сайті IMDb (англ.)